# Allineamento morfosintattico
In linguistica, l'allineamento morfosintattico è un sistema usato per distinguere gli argomenti di un verbo transitivo e di un verbo intransitivo. La distinzione può essere di tipo morfologico (con i casi grammaticali o con la concordanza verbale), sintattico (ovvero tramite l'ordine delle parole) oppure entrambi.

## Relazioni semantiche e grammaticali
I verbi transitivi hanno due argomenti centrali, i quali in lingue come l'italiano sono il soggetto (A, agente) e l'oggetto (O o anche P, paziente).
I verbi intransitivi hanno un solo argomento, che in italiano è il soggetto (S). Da notare che nonostante le consonanti S, A e O/P erano in origine le abbreviazioni di "soggetto", "agente", "oggetto" e "paziente", i concetti in realtà sono molto differenti: "soggetto" e "oggetto", sostituiti da S, A e O, hanno un valore grammaticale mentre "agente" e "paziente" hanno esclusivamente un valore semantico (un S non necessariamente è un agente, così come O non necessariamente è un paziente).
1. L'Allineamento accusativo tratta l'argomento S di un verbo intransitivo come un argomento A di un verbo transitivo, con l'argomento O distinto  (S = A; O separato, vedi lingua accusativa). In una lingua flessibile con desinenze per i casi grammaticali, gli argomenti S e A possono essere non marcati (come in tedesco) oppure marcati col caso nominativo, mentre l'argomento O è marcato col caso accusativo, come avviene per esempio nella lingua latina (-us per il nominativo e -um per l'accusativo):   Julius venit "Giulio venne"; Julius Brutum vidit "Giulio vide Bruto". Le lingue con un allineamento nominativo-accusativo possono detransitivizzare i verbi transitivi declassando l'argomento A e ponendo l'argomento O come se fosse S (prendendo perciò le desinenze del nominativo). Questo fenomeno è chiamato diatesi passiva.
2. L'Allineamento ergativo tratta un argomento intransitivo come un argomento transitivo O (S = O; A separato, vedi lingua ergativa). L'argomento A può essere marcato col caso ergativo (spesso formalmente identico al genitivo, allo strumentale o ad altri casi obliqui), mentre l'argomento S di un verbo intransitivo e l'argomento O di un verbo transitivo non vengono marcati, oppure vengono marcati col caso assolutivo. Le lingue ergative possono detransitivizzare i verbi declassando l'argomento O e trattando l'argomento A come se fosse S (prendendo perciò le desinenze dell'assolutivo). Questo fenomeno è chiamato diatesi antipassiva.
3. L'Allineamento attivo (o di flusso) tratta gli argomenti di alcuni verbi intransitivi allo stesso modo degli argomenti A dei verbi transitivi, e i singoli argomenti di altri verbi intransitivi allo stesso modo degli argomenti O dei verbi transitivi (Sa=A; So=O, vedi Lingua attiva). I criteri di assegnazione ad una classe piuttosto che ad un'altra hanno di solito una base semantica. Per esempio, in Georgiano,   Mariamma imğera "Maria canta", condivide la stessa desinenza del caso narrativo con la proposizione transitiva  Mariamma c'erili dac'era "Maria scrisse la lettera", mentre in  Mariami iq'o Tbilisši revolutsiamde "Mara rimase a Tbilisi fino alla rivoluzione" , Maria condivide la stessa desinenza (-i) come se fosse l'oggetto di una frase transitiva. I criteri particolari di assegnazione ad una classe o ad un'altra variano da lingua a lingua, e possono essere fissati lessicalmente ad ogni verbo, oppure scelti dal locutore a seconda del grado di volizione, controllo o coinvolgimento emotivo dell'ascoltatore sull'azione verbale, oppure del grado di empatia del locutore.
4. L' Allineamento austronesiano è tipico delle lingue austronesiane delle Filippine, Borneo, Taiwan e Madagascar, lingue note per avere entrambi gli allineamenti, chiamati più genericamente diatesi. Gli allineamenti sono spesso chiamati fuorviantemente diatesi "attiva" e "passiva". Tuttavia entrambi hanno due argomenti cardini, quindi questi tipi di allineamenti vengono chiamati anche "agente focale" o "causa agente/efficiente" per la tipologia accusativa, e "paziente focale" o "causa paziente" per la tipologia ergativa. L'allineamento "causa paziente" è l'allineamento basilare in queste lingue. In ciascun allineamento vengono utilizzati due casi, ma, avendo il nominativo e l'assolutivo la stessa tipologia morfologica, ci sono in totale tre argomenti cardine: nominativo-assolutivo (chiamato convenzionalmente nominativo), ergativo e accusativo. Molti studiosi sostengono che tali lingue hanno in realtà quattro allineamenti, con diatesi che marcano il locativo o il benefattivo con il nominativo, ma altri credono che questi allineamenti non siano basilari per il sistema grammaticali di queste lingue.

Un gruppo ristretto di lingue non fa distinzioni tra l'agente, il paziente e gli argomenti intransitivi, obbligando l'ascoltatore a dedurre ciò dal contesto e dal senso comune (per esempio nella domanda italiana "Chi sta fotografando Andrea?", non si può capire se Andrea è il fotografo o il fotografato).
Altre lingue, dette tripartite, utilizzano un caso diverso o una sintassi diversa per ogni argomento, che vengono convenzionalmente chiamati accusativo, intransitivo ed ergativo. Alcune lingue iraniche, come il Rushani, prevedono unicamente la transitività usando un caso transitivo, sia per A che per O, e un caso intransitivo.
Inoltre, una singola lingua può usare un sistema accusativo o ergativo in contesti grammaticali differenti, a volte correlata con l'animatezza (come le lingue australiane aborigene) o l'aspetto (lingue maya). Questo fenomeno è chiamato "ergatività scissa".

Un'altra teoria nota (presentata Anderson 1976) è che alcune costruzioni favoriscono universalmente l'allineamento accusativo, mentre altre sono più flessibili.

## Lingue ergative e lingue accusative
Le lingue ergative sono in contrasto con le lingue accusative (come l'italiano), le quali trattano l'oggetto di un verbo transitivo in modo distinto dagli altri argomenti cardine.
Queste differenze sono così riassunte:
- O = principalmente argomento paziente di una frase transitiva (indicato anche con P)
- S = unicamente argomento di una frase intransitiva
- A = principalmente argomento agente di una frase transitiva

La terminologia S/A/O evita l'uso dei termini "soggetto" e "oggetto" che non sono concetti simili e stabili da lingua a lingua. Inoltre, evita anche i termini "agente" e "paziente", che hanno un ruolo unicamente semantico, che non corrisponde effettivamente ad un argomento. Per esempio, l'argomento A può essere anche un paziente, non necessariamente soltanto un agente
Le relazioni tra sistema ergativo ed accusativo possono essere schematicamente rappresentate così:
|   | Ergativo-assolutivo | Nominativo-accusativo |
| O | uguale              | diverso               |
| S | uguale              | uguale                |
| A | diverso             | uguale                |

Il seguente esempio in lingua basca mostra il modo di marcare i casi assolutivo ed ergativo:
| Frase:      | Gizona etorri da.    | Gizona etorri da.    |  | Gizonak mutila ikusi du.  | Gizonak mutila ikusi du.  | Gizonak mutila ikusi du. |
| Morfemi:    | gizona-∅             | etorri da            |  | gizona-k                  | mutila-∅                  | ikusi du                 |
| Parole:     | l'uomo-ASS           | è arrivato           |  | l'uomo-ERG                | il ragazzo-ASS            | vide                     |
| Funzione:   | S                    | VERBintrans          |  | A                         | O                         | VERBtrans                |
| Traduzione: | 'L'uomo è arrivato.' | 'L'uomo è arrivato.' |  | 'L'uomo vide il ragazzo.' | 'L'uomo vide il ragazzo.' |                          |
In basco, gizona significa "l'uomo" e mutila significa "ragazzo". In un frase come mutila gizonak ikusi du, si capisce facilmente "chi vede chi" (who's seeing whom), poiché -k è sempre aggiunto all'agente, ovvero a colui che vede. Questa frase vuol quindi dire "l'uomo vede il ragazzo". Per dire "il ragazzo vede l'uomo" basta aggiungere la desinenza -k al ragazzo: mutilak gizona ikusu du.Non è necessario invertire l'ordine delle parole, sebbene il basco preferisca la struttura SOV.
Con un verbo come etorri, "arrivare", non v'è bisogno di dire "chi arriva chi" ("who's coming whom"), perciò non si aggiunge mai la desinenza -k. "Il ragazzo arriva" si traduce quindi mutila etorri da.
Le lingue accusative, come il giapponese, marcano i sostantivi con marcazioni differenti:
| Sentence:   | Kodomo ga tsuita.    | Kodomo ga tsuita.    |  | Otoko ga kodomo wo mita.  | Otoko ga kodomo wo mita.  | Otoko ga kodomo wo mita. |
| Morfemi:    | kodomo ga            | tsuita               |  | otoko ga                  | kodomo wo                 | mita                     |
| Parole:     | bambino NOM          | arrivò               |  | uomo NOM                  | bambino ACC               | vide                     |
| Funzione:   | S                    | VERBintrans          |  | A                         | O                         | VERBtrans                |
| Traduzione: | 'Il bambino arrivò.' | 'Il bambino arrivò.' |  | 'L'uomo vide il bambino.' | 'L'uomo vide il bambino.' |                          |
In questa lingua, nella frase "l'uomo vide il bambino", colui che vede (otoko) può essere marcato con ga, che ha la stessa funzione del basco "-k", mentre colui che è visto/viene visto è marcato con wo. Nella frase il bambino arrivò, dove non è necessario dire "chi arriva chi", il sostantivo kodomo è seguito da ga. Ciò è completamente differente dal basco, dove "-k" è completamente vietato nelle frasi intransitive.